# Легат Љубице Јовичић-Станчић
Легат Љубице Јовичић-Станчић је репрезентативна збирка културних и материјалних добара које је дародавац завјештао Музеју Семберије у Бијељини.

## О дародавцу
Рођена 1922. годинеу једној од настаријих и најугледнијих породица у Бијељини, Љубица Јовичић дјетињство и рану младост проводи у родном граду, похађајући прво Женску основну школу, а затим Гимназију. По окупацији, у 7. разреду гимназије напушта Бијељину и одлази у Београд гдје је 1942. године матурирала и провела остатак рата. Студије права започиње у Београду, а завршава их у Сарајеву 1950. године. Послије дугогодишње каријере у Окружним привредним судовима у Сарајеву и Београду, 1969. године, као представник Босне и Херцеговине, Љубица Јовичић-Станчић постаје члан Врховног привредног суда Југославије. Од 1974. је члан Савезног Врховног суда гдје остаје до пензије 1985. године. У то вријеме је била једна од три жене у свијету које су биле чланице Врховних судова својих земаља. Преминула је у Београду јуна 2006. године.

## О легату
Заједно са супругом Бориславом Станчићем (1921-1995), родом из Дворова код Бијељине, Љубица Јовичић током цијелог живота, остаје необично приврженa свом родном граду и великој породици чији су се  чланови временом расули по цијелом свијету. Захваљујући томе, као и жељи да се малобројни предмети који су преживјели два свjетска рата сачувају за будућа покољења, давне 1980. године настаје њена прва донација Музеју Семберије. Новим поклонима из 1998. и 1999. године Љубица Јовичић-Станчић уписује се у историју Музеја као велика легаторка. Број преузетих разноврсних употребних и украсних предмета и библиотечких јединица прелази осам стотина.
Презентација сто педесет одабраних експоната из легата Љубице Јовичић-Станчић дио је сталне историјске поставке од 2005. године и представља драгоцјено свједочанство културне историје ширег географског и друштвеног миљеа у дугом периоду од краја 19. до краја 20. вијека.

## Информације за посјетиоце
Легат Љубице Јовичић-Станчић је смјештен у Музеју Семберије и отворен је за посјетиоце у вријеме рада музеја.
Посјете музеју су омогућене сваког радног дана од 7.00 до 16.00 часова, осим сриједом када музеј ради до 20.00 часова, а суботом од 10.00 до 14.00 часова. Недјељом је музеј затворен. Улаз је бесплатан за све посјетиоце.
На спрату Музеја су двије велике просторије и припадајућем ходнику посвијећено етнолошком одјељењу и легатима са умјетничким колекцијама и историјским артефактима.